# 天道山大河
天道山 大河（てんどうざん たいが、2001年12月1日 - ）は、静岡県富士市出身で、藤島部屋所属の現役大相撲力士。本名は篠原 大河（しのはら たいが）。身長181.8cm、体重162.3kg、血液型はO型。最高位は西幕下12枚目（2025年5月場所）。

## 来歴
相撲は小学校2年生の時に地元の富士わんぱく相撲クラブで始めた。飛龍高校出身で、高校の同期には颯富士（本名：大桑 元揮）らがいる。アマチュア時代に全国大会の個人戦を経験しておらず、高校3年次に団体戦で出場した高校総体でもメンバー入りしたのは予選の時だけだった。
高校卒業後は、同郷出身で高校の1学年先輩でもある富士の山に誘われて藤島部屋に入門し、2020年1月場所で初土俵を踏んだ。初土俵同期生には颯富士らがいる。初めて番付に名前の載った3月場所は7戦全勝で序ノ口優勝。その後も勝ち越しを続けて2021年3月場所で幕下に昇進したが、翌5月場所で初土俵以来初の負け越しとなった。

## 取り口
突き押しの相撲を得意とするが、高校2年次に右手首の手術を受けた後は四つ相撲を取っていた時期がある。怪我の回復に伴い、2020年3月場所時点では押し相撲に戻している。

## 主な成績
2025年7月場所終了現在

### 通算成績
- 通算成績：120勝90敗14休（33場所）

### 各段優勝
- 序ノ口優勝：1回（2020年3月場所）

### 場所別成績
| | 一月場所 初場所（東京） | 三月場所 春場所（大阪） | 五月場所 夏場所（東京）   | 七月場所 名古屋場所（愛知） | 九月場所 秋場所（東京） | 十一月場所 九州場所（福岡） |
| --- | ----------------------- | ----------------------- | ------------------------- | --------------------------- | ----------------------- | --------------------------- |
| 2020年 （令和2年） | （前相撲）              | 西序ノ口22枚目 優勝 7–0 | 感染症拡大 により中止     | 東序二段16枚目 5–2          | 東三段目81枚目 4–3      | 西三段目61枚目 5–2          |
| 2021年 （令和3年） | 西三段目29枚目 6–1      | 西幕下47枚目 5–2        | 西幕下29枚目 3–4          | 西幕下38枚目 4–3            | 西幕下31枚目 3–4        | 西幕下36枚目 4–3            |
| 2022年 （令和4年） | 東幕下29枚目 2–5        | 東幕下48枚目 休場 0–0–7 | 西三段目28枚目 休場 0–0–7 | 西三段目88枚目 6–1          | 東三段目29枚目 5–2      | 西三段目3枚目 1–6           |
| 2023年 （令和5年） | 西三段目37枚目 6–1      | 東幕下52枚目 4–3        | 西幕下44枚目 4–3          | 東幕下36枚目 5–2            | 西幕下21枚目 3–4        | 東幕下29枚目 3–4            |
| 2024年 （令和6年） | 東幕下38枚目 6–1        | 東幕下16枚目 2–5        | 東幕下29枚目 4–3          | 西幕下21枚目 3–4            | 西幕下30枚目 2–5        | 西幕下45枚目 5–2            |
| 2025年 （令和7年） | 西幕下26枚目 3–4        | 東幕下34枚目 6–1        | 西幕下12枚目 2–5          | 東幕下26枚目 2–5            | x                       | x                           |
| 各欄の数字は、「勝ち-負け-休場」を示す。 優勝 引退 休場 十両 幕下 三賞：敢=敢闘賞、殊=殊勲賞、技=技能賞 その他：★=金星 番付階級：幕内 - 十両 - 幕下 - 三段目 - 序二段 - 序ノ口 幕内序列：横綱 - 大関 - 関脇 - 小結 - 前頭（「#数字」は各位内の序列） |                         |                         |                           |                             |                         |                             |

## 改名歴
- 篠原 大河（しのはら たいが）2020年1月場所 -2022年11月場所
- 天道山 大河（てんどうざん - ）2023年1月場所 -